# 大川村 (群馬県)
大川村（おおがわむら）は群馬県の南東部、邑楽郡に属していた村。

## 地理
- 河川：利根川、休泊川

## 歴史
- 1889年（明治22年）4月1日 - 町村制施行により仙石村、吉田村、古海村、寄木戸村、古氷村、坂田村が合併し大川村が成立する。
- 1957年（昭和32年）3月31日 - 小泉町と合併し大泉町となる。